# María Eugenia Llamas
María Eugenia Llamas Andresco (19 de febrero de 1944, Ciudad de México - 31 de agosto de 2014, Zapopan) conocida como "La Tucita", fue una actriz mexicana de la época de Oro del cine mexicano. Se inició en la actuación a la edad de 4 años, en la película Los tres huastecos, protagonizada por Pedro Infante y Blanca Estela Pavón. Esta actuación le valió una nominación al Ariel que, aunque no ganó en esa ocasión, años después sí lo obtuvo.

## Biografía
María Eugenia Llamas nació en 1944 en la Ciudad de México. 
Sus padres fueron María Dolores Andresco Kuraitis (nacida en París, Francia; y a su vez de ascendencia ucraniana-judía por vía paterna y lituana por vía materna) y su padre José María Llamas Olaran, era hijo del farmacéutico de Vitoria Ángel Llamas Torbado, hijo del eminente médico krausista y dirigente del Partido Republicano Autónomo Leonés Emiliano Llamas Bustamante, natural de Sahagún. Su abuelo, Ángel Llamas, era hermano de Candelas Llamas Torbado y, por tanto, cuñado del brillante matemático José del Corral y Herrero, amigo de Julio Rey Pastor.
Sus padres, José María Llamas Olaran y María Dolores Andresco emigraron a México desde España en 1939 como refugiados de la Guerra Civil Española en el barco Sinaia. Su padre había militado en su juventud, en sus años de estudiante, en el partido Izquierda Republicana de Manuel Azaña. Su hermana fue la célebre comunicadora María Victoria Llamas. También es medio hermano suyo el actor José Ángel Llamas. Su tío, hermano de su padre, fue el también actor Rafael Llamas Olaran, fallecido trágicamente en 1980.

## Carrera
Con tan solo cuatro años, la pequeña actriz debutó en cine y conquistó al público con su papel de La Tucita y sus frases “Pa’qué me dejan sola si ya me conocen” en la película Los tres huastecos de Ismael Rodríguez y protagonizada por Pedro Infante y Blanca Estela Pavón. Y, “Es un condenado” en la película Dicen que soy mujeriego, dirigida por Roberto Rodríguez.
Su primera actuación le
valió una nominación a los Premios Ariel, que otorga la Academia Mexicana de Artes y Ciencias Cinematográficas (AMACC) en
la categoría de Mejor Actuación Infantil, y aunque no obtuvo
el reconocimiento, sí fue premiada dos años después por su actuación en la cinta Los hijos de la calle (1951) de Roberto Rodríguez.
Su carisma como La Tucita también lo interpretó en las cintas Dicen que soy mujeriego (1949) y El seminarista (1949), ambas dirigidas por Roberto Rodríguez y protagonizadas por Pedro Infante.
Le siguieron Las dos huerfanitas (1950), Los hijos de la calle (1951) y Una calle entre tú y yo (1952), también dirigidas por Rodríguez y en las que interpretó a Teresita y compartió el set con la actriz Evita Muñoz «Chachita».
En 1953 participó en el filme La segunda mujer, dirigido por el cineasta José Díaz Morales y protagonizado por Rosa Carmina y Antonio Aguilar; un año después actuó en Venganza en el circo, al lado de Joaquín Cordero, Carmelita González y Freddy Fernández.
El cineasta Alejandro Galindo también se vio seducido por la gracia de la pequeña y la invitó a participar en su película La edad de la tentación (1959), donde interpretó a Rosita y con este papel culminó su participación en la Época de Oro del Cine Mexicano.

### Últimos años y muerte
En 1966 María Eugenia contrajo matrimonio con el actor y locutor Rómulo Lozano (1917-1996), con quien procreó a sus hijos Fernando, María Eugenia y Luz María, y se estableció en la ciudad de Monterrey, Nuevo León, donde continuó su actividad en teatro de revista, comedia, radio y televisión.
En 1987 conoció a Francisco Garzón Céspedes, hombre de teatro por excelencia, escritor y periodista cubano con quien aprendió el arte de la
narración oral escénica e integró el grupo Los Cuenteros de Garzón, ese año, debutó en la Ciudad de México con su propio espectáculo de narración oral y poemas Cuento con la vida.
Pasaron dos décadas para su siguiente aparición en cine con la cinta El gatillo de la muerte (1980), a la que le siguió Cazador de asesinos (1983), de José Luis Urquieta, y El criminal (1985), de Fernando Durán Rojas, en todas ellas acompañando a los hermanos Mario y Fernando Almada.
María Eugenia Llamas también participó en series de televisión como Gutierritos (1958) y Grandes finales de telenovelas (2010), así como en el documental ¡Pedro Infante vive! (2007), en el que narró sus recuerdos y anécdotas al lado de El ídolo de Guamúchil.
Su última aparición en la pantalla fue bajo la dirección de Jesús Mario Lozano en Más allá de mí, donde también actuaron Humberto Busto, Flor Payán y Luis Gerardo Méndez.
En Nuevo León fue coordinadora del Instituto Nacional de Bellas Artes (INBA) y desempeñó una amplia labor docente de narración oral escénica, teatro y creatividad, y fue directora de Cultura del Municipio de Monterrey, N.L.
Falleció el 31 de agosto de 2014 a los 70 años, en Zapopan, Jalisco de un paro cardiorrespiratorio a donde recién había llegado a establecer su residencia junto a su hija Maru.

## Filmografía
- Más allá de mí (2008) - Tucita
- El criminal (1985)
- Cazador de asesinos (1983) - Dra. Campos
- El gatillo de la muerte (1980)
- La edad de la tentación (1958) - Rosita
- Venganza en el circo (1954) - Pulguita
- La segunda mujer (1953) - Ana María (niña)
- Una calle entre tú y yo (1952)
- Los hijos de la calle (1951) - Teresita
- Los niños miran al cielo (1950)
- Las dos huerfanitas (1950) - Teresita
- El seminarista (1949) - Tucita
- Dicen que soy mujeriego (1949) - La Tucita
- Los tres huastecos (1948) - La Tucita

Presentaciones televisivas
- ¡Pedro Infante vive! (2007)
- La historia detrás del mito (2006)
- Gutierritos (1958) - Lucrecia